# Hablar por hablar (Caracol Radio)
Hablar por hablar fue un programa radial colombiano centrado en la participación de los oyentes, emitido de lunes a jueves a las 23:00, por Caracol Radio propiedad de Grupo Latino de Radio, Prisa y Caracol S.A.
La historia del programa se remonta a España, en el año 1989, Gemma Nierga crea el programa para Radio Barcelona con el título catalán de «Parlar per parlar», luego se empezó a transmitir en Cadena SER y en español, entre 2001 y 2006 el programa Hablar por hablar, alcanzó su temporada más productiva.
Finalmente fue traído a Colombia a través de Unión Radio, el 13 de enero del 2001 con una duración de dos horas y la conducción de Patricia Pardo,

quien posicionó el programa al punto de concedérsele una hora más, en el 2005, Patricia deja el programa para salir al exterior a profesionalizarse, dejando la conducción en la voz de Carolina Lezaca; en 2011 es conducido nuevamente por Patricia Pardo, y a partir del 9 de julio de 2012 pasa a ser conducido por Laura Espinosa anterior locutora y discjockey de Los 40 Principales y Radioacktiva, pero también ha sido conducido por Diana Montoya entre el año 2008 y 2009, entre otros locutores que lo hicieron esporádicamente.
El programa se transmitía, desde sus inicios, de lunes a jueves a las 23:00; el nuevo horario de las 23:30 fue introducido el 10 de agosto de 2010 a fin de servirse del éxito del programa, para introducir un conversatorio médico, llamado Vivir sana-mente. El programa regresó a su horario habitual de las 23:00 el 17 de enero de 2011, y desde el 3 de marzo de 2014 por reestructuración de las directivas deja de emitirse para ser reemplazado por Una Voz en el Camino dirigido y conducido por Ley Martin teniendo de horario lunes a jueves a las 00:00 después de Vivir sana-mente.